# Haraldshaugen
Haraldshaugen (connu localement comme Haraldsstøtten) est un monument national norvégien érigé à la mémoire de Harald à la Belle Chevelure.
Le monument a été érigé en 1872 dans le cadre du millénaire de la Norvège. La Norvège a été unifiée en un seul royaume en 872 grâce à la bataille de Hafrsfjord. Il est situé au nord du centre-ville de Haugesund dans un endroit où Harald aurait été enterré d'après la saga Ágrip af Nóregskonungasögum et la saga des rois de Norvège.
Le monument a été conçu par l'architecte Christian Christie, c'est un grand monticule entouré d'un mur en granit et par 29 pierres dressées, chacune représentant les anciens comtés norvégiens. Au sommet de la colline se trouve un obélisque en granit de 17 m de haut, avec quatre panneaux de bronze autour de la base. Chacun des panneaux représentant des scènes importantes de la vie de Harald. 

## Galerie

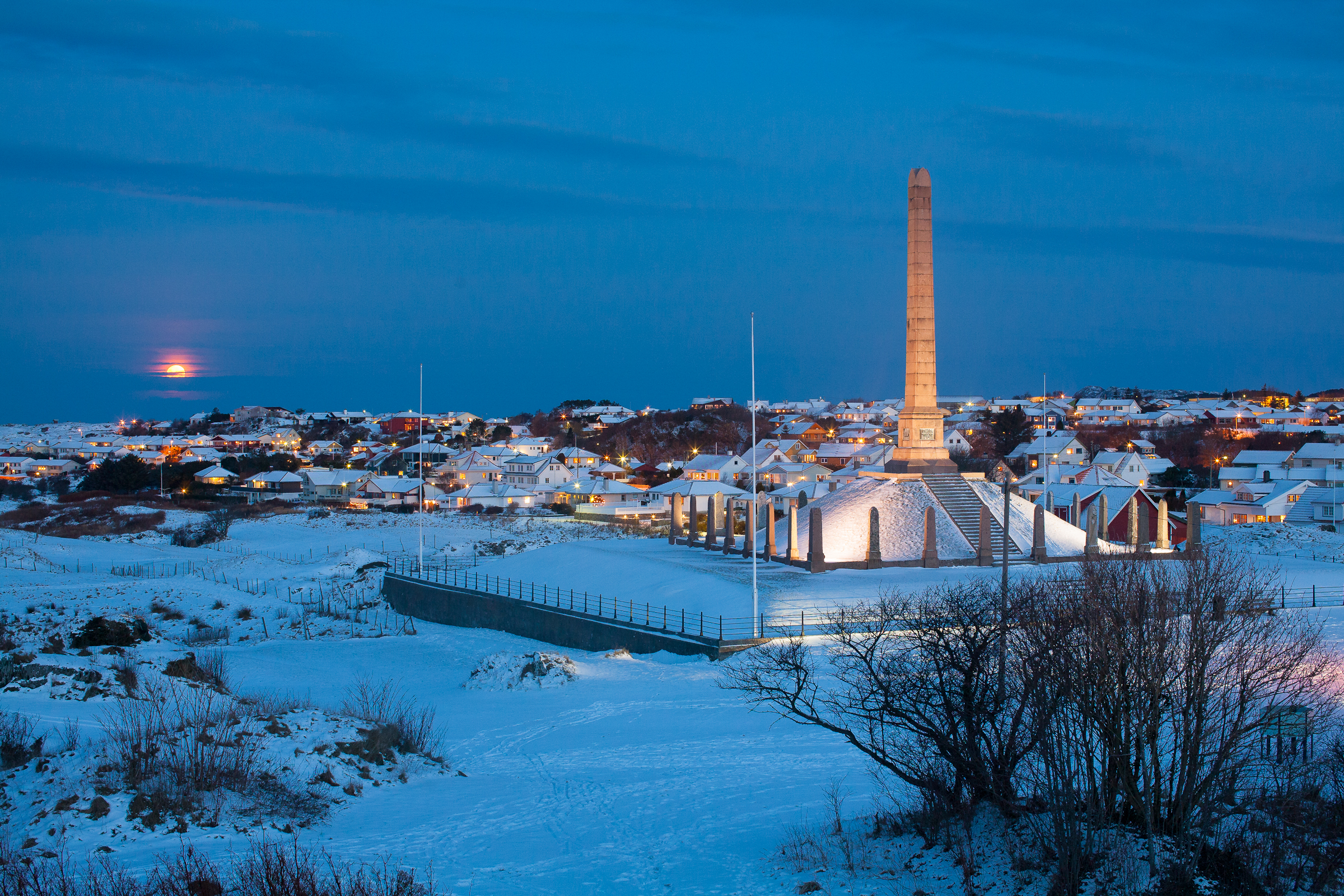
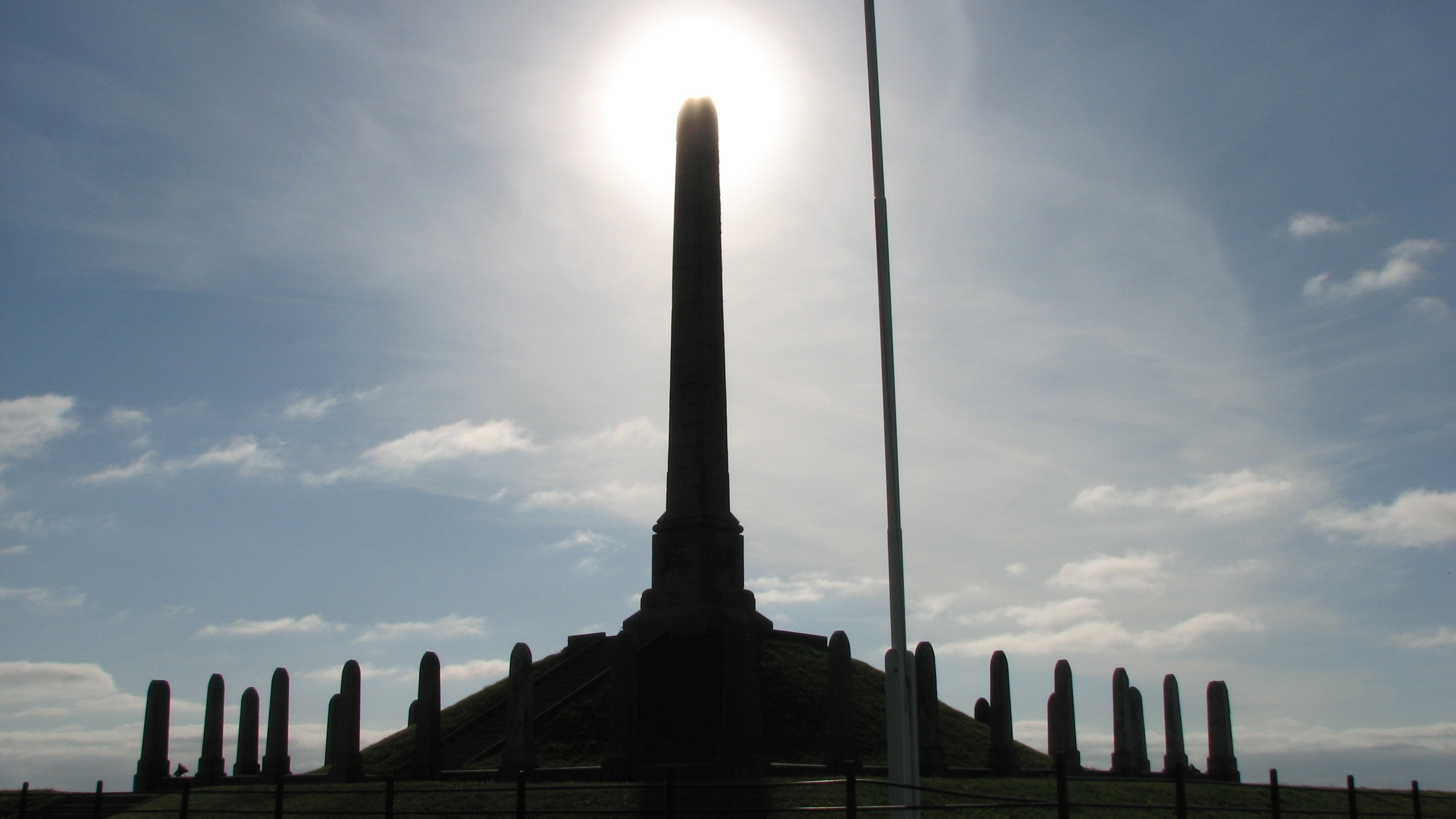
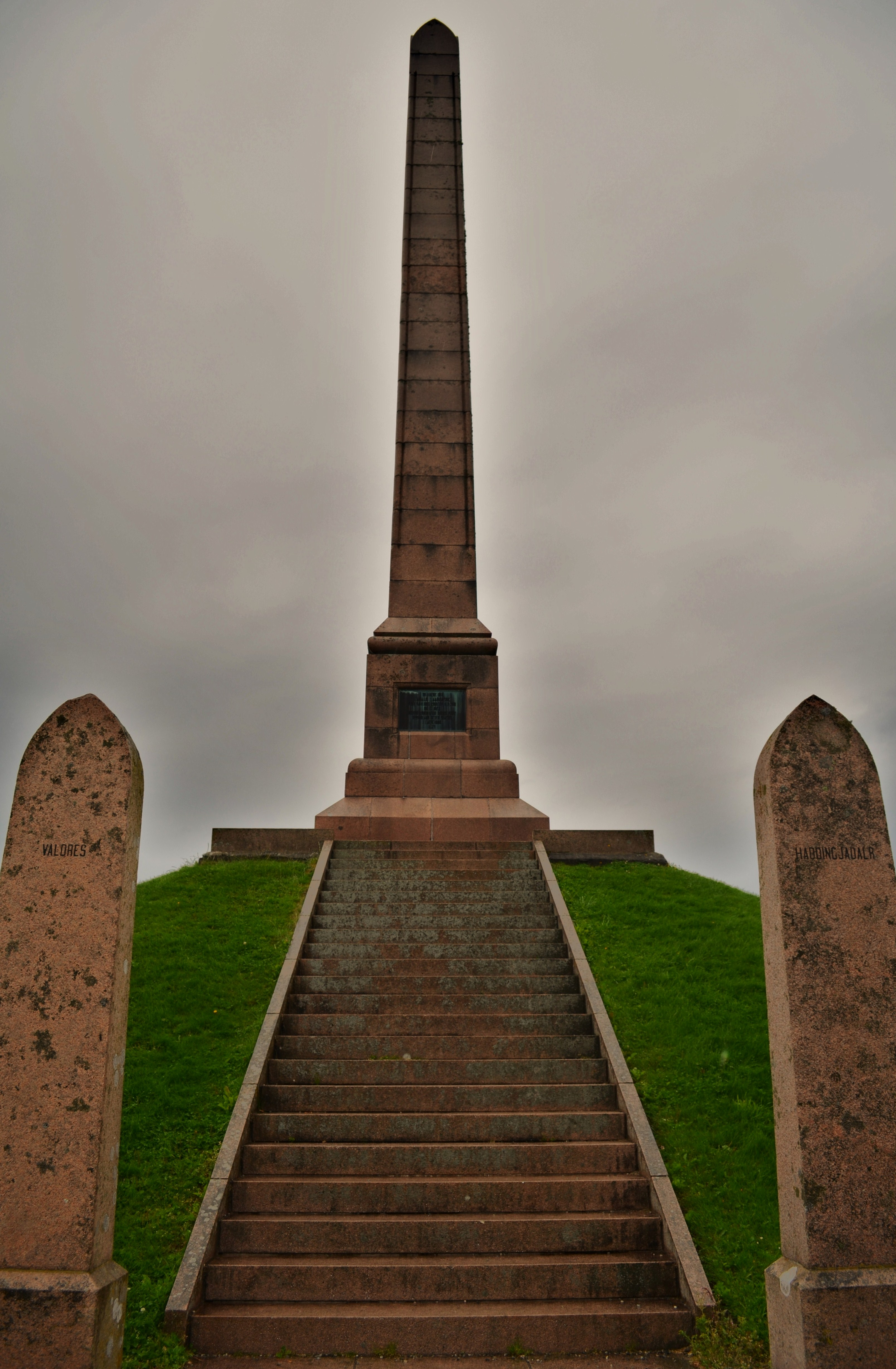